# Péruse
Pour l’article homonyme, voir La Péruse, commune de la Charente limousine.
La Péruse aussi orthographié Péruze est un ruisseau du sud-ouest de la France et un affluent de la Charente par l'intermédiaire du Lien. Prenant naissance dans le département des Deux-Sèvres, il arrose celui de la Charente (région Nouvelle-Aquitaine), au nord du département.

## Géographie
La Péruse fait 23,9 km de longueur.

### Communes et cantons traversés
La Péruse traverse les sept communes, d'amont en aval, de Sauzé-Vaussais, Londigny, Montjean, Saint-Martin-du-Clocher, Bernac, Ruffec, et Condac.
Soit en termes de cantons, la Péruse traverse, d'amont en aval, les cantons de Sauzé-Vaussais, de Villefagnan et de Ruffec, dans les deux arrondissement de Niort et arrondissement de Confolens.

### Bassin versant
La Péruse traverse une seule zone hydrographique 'La Péruse' (R016) de 146 km2 de superficie. Ce bassin versant est constitué à 81,28 % de « territoires agricoles », à 14,16 % de « forêts et milieux semi-naturels », à 4,57 % de « territoires artificialisés ».

## Affluents
La Péruse n'a pas d'affluent référencé à part un bras donc affluent et défluent de 1 km de long sur la commune de Londigny. Son rang de Strahler est donc de un.

## Hydrographie
Le cours de la Péruse s'effectue sur des terrains calcaires d'âges bajocien et bathonien (Jurassique moyen). 
Ces calcaires sont très sensibles à la karstification. 
Il en résulte un cours très sinueux entaillant le plateau de 20 à 30 mètres et la présence de nombreuses zones de pertes qui font de la Péruse un cours d'eau intermittent entre Vaussais et Péruse, une petite rivière permanente entre Montjean et Londigny, puis de nouveau un ruisseau temporaire, à sec en été, entre Bernac et Ruffec. 
La Péruse reçoit des eaux souterraines d'une longue vallée sèche (plus de 6 kilomètres), à courts méandres, qui s'étend de La Forêt-de-Tessé jusqu'à sa confluence en rive droite de la Péruse juste en amont de Saint-Martin-du-Clocher. En période de hautes eaux ce ruisseau coule en surface, dans la partie amont de la vallée, et prend le nom de Morelle.
Les eaux souterraines de la Péruse, entre Bernac et Ruffec, circulent dans un important réseau karstique qui a plusieurs exutoires dont le principal se situe dans la vallée de la Charente à Condac entre le bourg et Refousson et alimente directement le fleuve. 
Une forte résurgence et plusieurs autres sources sourdent au pied du château de Ruffec. 
Elles forment une rivière permanente, le Lien, qui débute par un grand bassin d'eau claire de 200 mètres de long sur le bord duquel est implanté un lavoir.
La Péruse ne rejoint le Lien qu'en période de crue. Ce dernier va rejoindre la Charente sur sa rive droite après un cours méandreux d'environ 2,5 km à Condac entre le bourg et Rejallant.

## Aménagements
La Péruse a une station d'épuration installée à Ruffec, et une station qualité rivière à Condac.